# Kirkcudbright (circonscription du Parlement d'Écosse)
Kirkcudbright dans le Dumfries and Galloway était un Burgh royal qui a élu un Commissaire au Parlement d'Écosse et à la Convention des États.
Après les Actes d'Union de 1707, le commissaire de Kirkcudbright fut l'un des Représentants écossais au premier Parlement de Grande-Bretagne. À partir de 1708 Kirkcudbright, Annan, Dumfries, Lochmaben et Sanquhar ont formé le district de Dumfries, envoyant un membre à la Chambre des communes de Grande-Bretagne. 

## Liste des commissaires de burgh
- 1661: John Ewart, provost
- 1665 convention, 1667 convention, 1669–74: John Glendening, provost [2]
- 1678 convention: William Ewart, provost [3]
- 1681–82: Samuel Cairmunt [4]
- 1685–86: Hendry Muir, bailie (mort c.1685)[5]
- 1686: John Callender, marchand-bourgeois [5]
- 1689 convention, 1689–95: John Ewart, ancien provost (excusé en raison de son âge et de son infirmité, décédé vers 1698) [6]
- 1700–1702, 1702–07: Andrew Hume[1]